# Bohdan de Nisau
Bohdan Jan de Nisau ps. Zdzisław Zagozda  (ur. 18 sierpnia 1896 w Glinojecku, zm. 26 stycznia 1943 w Woroneżu) – polski działacz socjalistyczny, komunistyczny i niepodległościowy, uczestnik II i III powstania śląskiego (1921–1922), organizator Związku Niezależnej Młodzieży Socjalistycznej „Życie”, organizator i członek Zarządu Głównego Niezależnej Partii Chłopskiej, inżynier chemik, uchodźca polityczny w ZSRR, oskarżony o trockizm, więzień stalinowski.

## Życiorys

### Początki działalności niepodległościowej i socjalistycznej
Był synem Feliksa Józefa, kasjera, a przez pewien czas zastępcy dyrektora w cukrowni „Izabelin”, i Wandy Izabeli Ignacy z Mieczkowskich. Miał trzech braci, w tym starszego Jerzego i Tadeusza, żołnierza I Brygady Legionów oraz powstańca śląskiego.
Bohdan de Nisau w 1914 ukończył Szkołę Handlową w Mławie i rozpoczął studia chemiczne na Uniwersytecie Warszawskim, których jednak nie ukończył. Od 1914 był członkiem Polskiej Partii Socjalistycznej (PPS) w Glinojecku i członkiem tajnej Polskiej Organizacji Wojskowej (POW) w obwodzie ciechanowskim. W 1918 został komendantem obwodu mławskiego POW. W listopadzie 1918 brał udział w rozbrajaniu żołnierzy armii Cesarstwa Niemieckiego. Następnie kontynuował działalność w PPS jako odpowiedzialny za okręg ciechanowski. Wiosną 1919 przeniósł się do Warszawy, gdzie rozpoczął działalność w Związku Niezależnej Młodzieży Socjalistycznej (ZNMS), należąc do jego ścisłego kierownictwa.

### Pobyt na Górnym Śląsku i konflikt z PPS
Po ukończeniu kursu plebiscytowego w Warszawie, od kwietnia 1920 Bohdan de Nisau został skierowany przez Centralny Komitet Wykonawczy do prac plebiscytowych na Górnym Śląsku. Jako funkcjonariusz Komitetu Plebiscytowego pracował z przerwami około roku na Górnym Śląsku. Należał tam jednocześnie do kierownictwa lokalnych struktur tajnej Polskiej Organizacji Wojskowej. Prowadził działalność agitacyjno-kulturalną, zakładał kółka śpiewacze, oświatowe, zespoły amatorskie. Był redaktorem Gazety Robotniczej i współzałożycielem Uniwersytetu Robotniczego imienia Franciszka Morawskiego.
W sierpniu 1920 wziął udział w II powstaniu śląskim. Prowadził działalność polityczną o „kierunku wyraźnie klasowym”. Między innymi przez współorganizowanie komitetów Samoobrony Robotniczej, które były krytykowane za lewicową postawę i sympatie prokomunistyczne, wszedł wraz z grupą Związku Niezależnej Młodzieży Socjalistycznej przybyłą na Górny Śląsk (nazywaną „Grupą Królewiacką”) w konflikt ideologiczny ze śląskimi działaczami PPS. Centralny Komitet Wykonawczy PPS poparł członków PPS z Górnego Śląska. Bohdan de Nisau w akcie niezgody z tą decyzją 18 września 1920 wystąpił z PPS. Z polecenia Centralnego Komitetu Wykonawczego PPS miał opuścić teren Górnego Śląska. 
Nie zerwał wtedy całkowicie stosunków z PPS. W 1921 wziął czynny udział w III powstaniu śląskim. Był członkiem Grupy Wawelberg, grupy dywersyjnej powstałej z inspiracji dowództwa POW. W dowodzonym przez niego pododdziale walczył m.in. Stanisław Dubois. Był dowódcą podczas akcji „Mosty” podczas której jego oddział wysadził  most kolejowy na rzece Budkowiczance pomiędzy Karłowicami a Popielowem.

### Działalność w polskim ruchu komunistycznym
Po zakończeniu III powstania śląskiego Bohdan de Nisau powrócił do Warszawy. W 1923 ożenił się z Marią Vetulani, działaczką niepodległościową i socjalistyczną. W następnym roku urodził się ich syn Witold (1924–1998), później inżynier.
W latach 1921–1922 był członkiem Koła Społeczno-Ekonomicznego przy Uniwersytecie Ludowym, kierowanego przez Jana Hempla, Bolesława Bieruta i Stanisława Tołwińskiego. Od 1922 był członkiem Komitetu Wykonawczego Związku Niezależnej Młodzieży Socjalistycznej. Po rozłamie w ZNMS był organizatorem powstałego w grudniu 1923, prokomunistycznego Związku Niezależnej Młodzieży Socjalistycznej „Życie”, w którym był zastępcą przewodniczącego Komitetu Wykonawczego. Również w 1923 wstąpił do Komunistycznej Partii Polski. W 1924 krótko pracował w Królewskiej Hucie, skąd powrócił do Warszawy, by poświęcić się wyłącznie działalności politycznej.
Wiosną 1925 przystąpił do Niezależnej Partii Chłopskiej (NPCh). Został instruktorem jej Zarządu Głównego i organizatorem partii na województwo (okręg) lubelskie. Chłopi nazywali go „Denizo”, tak też podpisywał swoje wystąpienia publiczne. Przyczynił się do zorganizowania najsilniejszego okręgu NPCh. W listopadzie 1925 uczestniczył w Kongresie Robotniczo-Chłopskim w Warszawie. W grudniu tegoż roku został członkiem Zarządu Głównego NPCh, który w następnym roku przemianował się na Komitet Centralny (KC). Na początku kwietnia 1926 wszedł w skład nowo utworzonego Wydziału Organizacyjnego NPCh. W lipcu i wrześniu 1926 zorganizował zjazdy wojewódzkie NPCh w Lublinie, którym przewodniczył. Odpowiadał za rozwój organizacyjny partii w powiatach: janowskim, tomaszowskim, części powiatu lubartowskiego i puławskiego. W grudniu 1926 przeszedł do pracy w Komitecie Centralnym partii. 2 lipca 1927 wydał odezwę Do kół i członków NPCh w Lubelszczyźnie…. Był również wydawcą i redaktorem odpowiedzialnym jednodniówki Sierp (która ukazała się 5 czerwca 1927). Po delegalizacji Niezależnej Partii Chłopskiej wstąpił w 1927 w Lublinie do PPS-Lewicy. Od listopada 1926 do czerwca 1927 był jednym z pierwszych członków Warszawskiej Spółdzielni Mieszkaniowej.

### Emigracja do ZSRR i uwięzienie
Jesienią 1927 wyjechał do Związku Radzieckiego. Używał tam nazwiska Egon Bogdanowicz Sztern, i podjął pracę w Zakładach Chemicznych w Dzierżyńsku, a następnie od 1933 jako kierownik laboratorium chemicznego w Gorłówce. Został aresztowany na początku 1934, oskarżony o trockizm i skazany w marcu 1934. Przebywał w łagrze. Zmarł w styczniu 1943.
Został zrehabilitowany przez Okręgowy Trybunał Wojskowy w Woroneżu 26 stycznia 1957, po XX Zjeździe Komunistycznej Partii Związku Radzieckiego.